# Theodorus (naam)
Theodorus of Theodoor (vrouwelijke vorm 'Theodora'), afgekort als Th. (Oudgrieks Θεόδωρος / Theódōros; Θεοδώρα / Theodōra) is een voornaam die 'godsgeschenk' betekent.
Deze naam is afgeleid van de Griekse woorden 'theos' (θεός / théos) dat god betekent en 'doron' (δώρον / dōron), dat geschenk betekent. Meestal wordt de naam afgekort tot Theo (mannen) of Thea (vrouwen). Echter, deze afkortingen kunnen ook komen van de naam Theofiel. Variaties die (in het Nederlandse taalgebied) voorkomen op de naam of schrijfwijze zijn Teo, Tea, Tejo, Teja. In Engelstalige landen wordt de mannelijke naam vaak verbasterd tot Ted. In het Russisch geldt Fjodor (Фёдор) als synoniem, terwijl in het Hongaars Tivadar ook godsgeschenk betekent.
Andere afgeleiden van Theodorus zijn ook Dorus (m), Dora of Doortje (v), Do (m/v, ook gebruikt voor Dominique), Dorien (v) en Dierik (m). Vertalingen zijn zijn Godiva, Godgifu en Dieudonné(e).
De naam is niet verwant met de Germaanse naam Theodorik.
Deze oorspronkelijk Griekse naam was ook populair bij de gehelleniseerde joden. Vandaar dat de naam ook onder de vroege christenen populair was en verscheidene heiligen deze naam droegen.

## Varianten
- De naam wordt ook wel "omgedraaid" en luidt dan Dorothea
- In het oosten gold vanouds de naam Devadatta (देवदत्त), wat in het Sanskriet letterlijk dezelfde betekenis heeft.

## Bekende personen
Bekende personen met deze naam zijn onder anderen:
- Fjodor Dostojevski, Russisch romanschrijver en publicist
- Theodorus van Celles (ong. 1166-1236), zalige, stichter van de Orde der Kruisheren
- Theodorus van Gadara, retoricus en leraar van Tiberius
- Theodorus van Gogh, predikant en vader van Vincent van Gogh
- Theodore Roosevelt, Amerikaans president
- Théodore Bray, Vlaams tekenaar in Suriname
- Theodore Dalrymple, Britse psychiater, journalist en publicist
- Dorus Rijkers, zeeheld uit Den Helder.
- Sint Theodorus was een soldaat en christen die in Amasya een tempel van de Moedergodin in brand stak; daarvoor werd hij gefolterd en geroosterd
- Theodoor Gilissen, oprichter Theodoor Gilissen Bankiers

## Fictieve figuren
- Theodoor Prul (Disney)
- Dorus Duck (Disney)
- Dora Oma Duck (Disney)
- Dorothy Gale (De tovenaar van Oz)